# Anatolio (nombre)
Anatolio es un nombre propio masculino de origen griego en su variante en español. Proviene del griego Ανατόλιος (Anatólios), que significa "originario de Anatolia", derivado de Aνατολή (anatolé), oriente.

## Santoral
- 3 de julio: San Anatolio, obispo de Laodicea († 280).
- 3 de julio: San Anatolio, obispo de Constantinopla († 458).

## Variantes
- Femenino: Anatolia.

### Variantes en otros idiomas
| Variantes en otras lenguas | Variantes en otras lenguas |
| -------------------------- | -------------------------- |
| Español                    | Anatolio                   |
| Alemán                     | Anatol                     |
| Búlgaro                    | Анатолий (Anatolij)        |
| Catalán                    | Anatoli                    |
| Checo                      | Anatol                     |
| Croata                     | Anatolij                   |
| Danés                      | Anatolius                  |
| Finlandés                  | Anatolius                  |
| Francés                    | Anatole                    |
| Gallego                    | Anatolio                   |
| Griego                     | Ανατόλιος (Anatólios)      |
| Holandés                   | Anatolius                  |
| Húngaro                    | Anatol                     |
| Inglés                     | Anatole                    |
| Italiano                   | Anatolio                   |
| Latín                      | Anatolius                  |
| Letón                      | Anatolijs                  |
| Lituano                    | Anatolijus                 |
| Noruego                    | Anatolius                  |
| Polaco                     | Anatol                     |
| Portugués                  | Anatólio                   |
| Rumano                     | Anatolie                   |
| Ruso                       | Анатолий (Anatolij)        |
| Serbio                     | Анатолије (Anatolije)      |
| Sueco                      | Anatolius                  |
| Turco                      | Anadolu                    |
| Ucraniano                  | Анатолій (Anatolij)        |